# Аистов, Николай Сергеевич
Никола́й Серге́евич А́истов (1853, Санкт-Петербург — 1916) — российский артист балета, балетмейстер.

## Биография
Родился в 1853 году в Санкт-Петербурге. Окончил Петербургское театральное училище.
В 1882—1899 году танцевал в Мариинском театре, в 1899—1904 годах был режиссёром балетной труппы этого театра.
Занимался преподаванием бальных танцев, был мимическим танцовщиком. В его репертуаре были партии Леандра («Арлекинада»), Полифема («Ацис и Галатея»), Фараона («Дочь фараона»), Герцога («Жизель»), Клода Фролло («Эсмеральда») и др. Исполнял пантомимную роль Царя кораллов в спектакле «Жемчужина», данном 17 мая 1896 года на сцене московского Большого театра в рамках официальных торжеств в честь коронации Николая II и Александры Фёдоровны (Белая жемчужина — Пьерина Леньяни, Гений Земли — Павел Гердт).

### Семья
- Дочь — Любовь Николаевна Яковлева (урождённая Аистова).
- Внучки:
  - Татьяна Алексеевна Яковлева (1906—1991), французский и американский модельер женской одежды, художник-дизайнер. Возлюбленная и адресат двух любовных стихотворений Владимира Маяковского в 1928—1929 годах.
  - Людмила Алексеевна Яковлева (1908—?), французская балерина, актриса, модель.
- Правнучка — Франсин дю Плесси Грей (р. 1930), американская писательница.